# Neoplanorbis tantillus
Neoplanorbis tantillus fue una especie de molusco gasterópodo de la familia Planorbidae en el orden de los Basommatophora.

## Distribución geográfica
Fue  endémica de los Estados Unidos.